# Mamaï

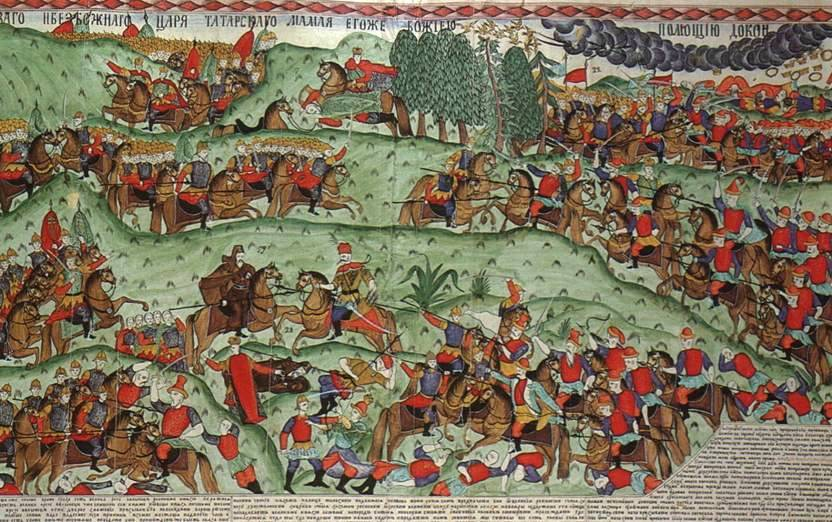
La bataille de Koulikovo (loubok des années 1890)

Mamaï (tatar : Мамай, Mamay) est un émir de la Horde bleue, qui détient le pouvoir effectif sur la Horde d'or entre 1361 et 1380.

## Biographie

### Origine
Contrairement aux khans de la Horde d'Or, Mamaï n'était pas un descendant de Gengis Khan et de son fils Jochi, mais appartenait à la famille des Changshi'ud, descendant de Mönggetü Qiyan (Mūngdū Qayān), un frère ainé de Yesügei. Alors qu'ils servaient les dirigeants de la Horde d'Or depuis au moins Batu Khan, les Kiyats ont peut-être pris de l'importance après la chute du khan rival Nogaï en 1299. Abandonnant Nogaï au profit du khan légitime, Toqtaï, Aq-Buqa Kiyat jouit du pouvoir. faveur du khan et de son successeur, et fut l'un des principaux émirs. Un autre Kiyat, Isatai, fut chargé de gouverner l'ancien ulus d'Orda dans la partie orientale de la Horde d'Or, par Öz Beg Khan. Le fils d'Isatai, Jir-Qutluq, et le fils de ce dernier, Tingiz-Buqa, jouissaient de la même position sous les khans suivants, Jani Beg et Berdi Beg. Les informations spécifiques sur les origines immédiates de Mamai sont très limitées, mais son père s'appelle Alash Beg (peut-être Ali Beg), probablement le fils de Tuluq-Timur Kiyat, et donc peut-être le frère d'Isatai susmentionné. Au moins une partie de ses parents était peut-être installée en Crimée, peut-être depuis le début du XIVe siècle, avant que plusieurs Kiyats n'apparaissent comme gouverneurs de la périphérie orientale de la Horde d'Or. La date de naissance de Mamai ne peut être estimée que de manière générale, quelque part entre le milieu et la fin des années 1320. À la naissance, il semble avoir reçu le nom musulman Muḥammad, parfois associé au surnom de Kičik (« petit »), peut-être en raison de sa petite taille. On ne sait pas si « Mamai » est une variante de ce nom ou un nom « populaire » supplémentaire.

### Conquête du pouvoir
Après l'assassinat du khan Djanibeg en 1357, le khanat de la Horde d’Or se disloque sous Berdibeg et ses successeurs et sombre dans l'anarchie. En 1361, Mamaï s'impose parmi les seigneurs féodaux mongols. À partir de 1371, profitant de la guerre civile, les princes russes cessent de se rendre à Saraï pour faire reconnaître leur règne par le khan et refusent de payer tribut à la Horde d'Or. Le grand-prince de Moscou Dimitri Donskoï résiste à une expédition punitive des Mongols en 1373 puis attaque Kazan en 1376. Le 11 août 1378 il est victorieux de Mamaï sur la Voja et cherche à liguer les princes russes contre l’occupant mongol. Le 8 septembre 1380, Dimitri Donskoï défait à nouveau les Mongols de Mamaï à la bataille de Koulikovo (le « Champ des Bécasses »), au confluent du Don et de la Népriavda. Mamaï, affaibli, est vaincu la même année sur la Khalkha par Tokhtamych, khan de la Horde Blanche (steppes du Syr-Daria), général de Tamerlan, qui se proclame khan de la Horde d'or. Mamaï se réfugie à Caffa en Crimée où il sera assassiné par des commerçants génois.

## Descendance
Le fils de Mamai, Mansur Kiyat, entra au service de Tokhtamysh ; son fils Alexandre, converti au christianisme, entra au service de Vytautas de Lituanie et fut nommé prince de Glinsk avec de multiples domaines autour de la ville moderne de Poltava (Ukraine). Cela se serait produit au début du XVe siècle, bien que la première mention documentée des princes Glinski date de 1437. Mihail L'vovič Glinskij était le membre le plus illustre de la famille : il étudia à l'université allemande, participa en tant que chevalier des guerres d'Italie, était l'homme le plus puissant de Lituanie au XVIe siècle, mais s'est ensuite rebellé et s'est enfui avec ses frères en Moscovie et a aidé les Russes à reprendre la ville de Smolensk. Sa nièce Elena Glinskaya était mariée à Vasilij III de Moscou et Ivan le Terrible était leur fils.
- Mamaï

### Sources
1. ↑  Počekaev, Roman Julianovich (2010b), Mamaï: L'histoire d'un anti-héros en Histoire, Saint Petersburg: Eurasia. p. 287.

[PDF] René Grousset, L’empire des steppes, Attila, Gengis-Khan, Tamerlan, Paris, Payot, 1938, 4e édition, 1965, 669 p. (présentation en ligne, lire en ligne)
- Michel Heller : Histoire de la Russie et de son Empire, chap.III, 2015, Éd. Tempus Perrin,  (ISBN 978-2262051631).
- Marie Favereau : La Horde. Comment les Mongols ont changé le monde., 2023, Éd. Perrin,  (ISBN 978-2262099558).